# Lunca Largă (Ocoliș), Alba
Lunca Largă (în trecut Lunca) este un sat în comuna Ocoliș din județul Alba, Transilvania, România.
Localitatea nu apare pe Harta Iosefină a Transilvaniei din 1769-1773.

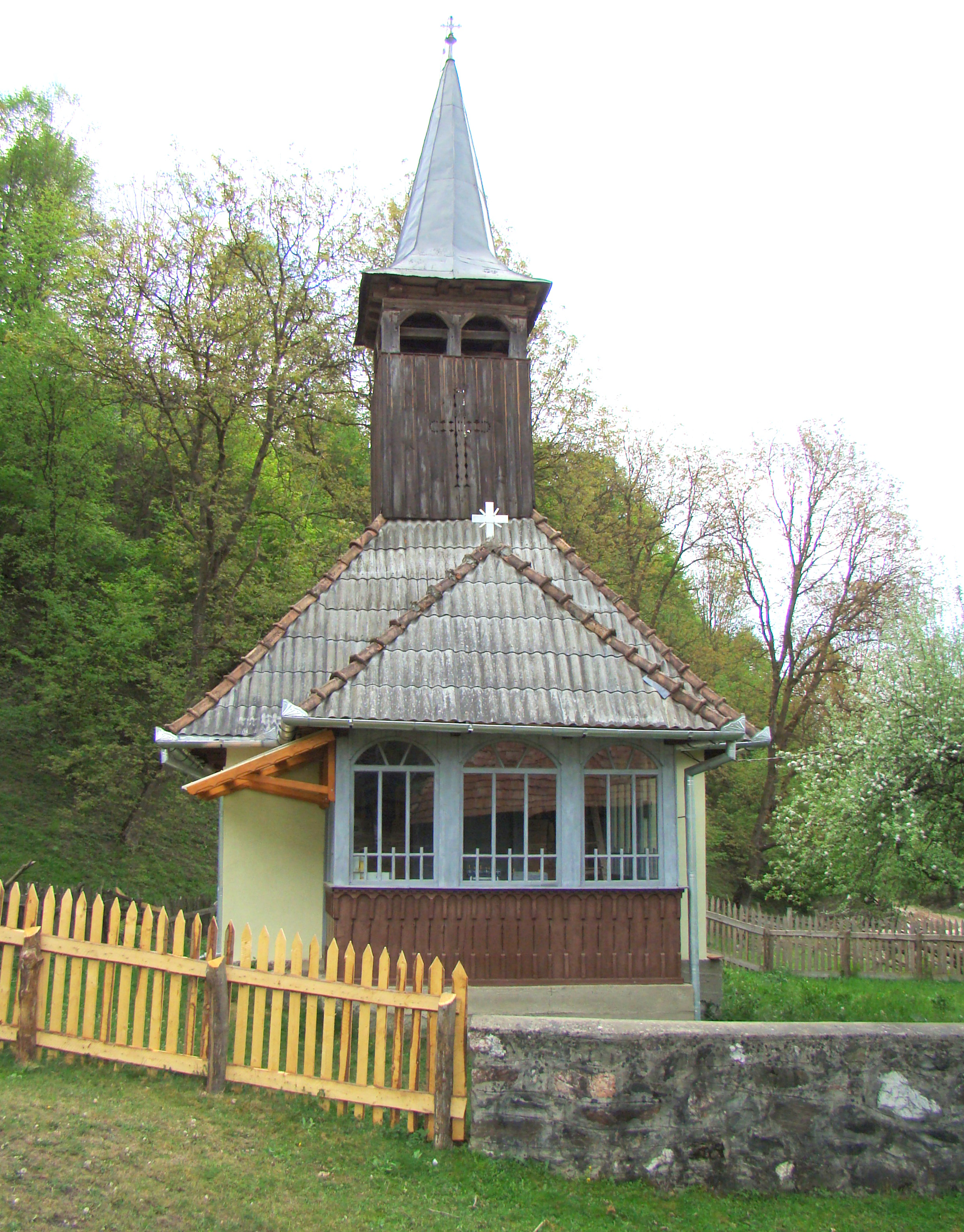
Biserica de lemn „Botezul Domnului" (monument istoric)

## Lăcașuri de cult
- Biserica de lemn „Botezul Domnului" din secolul al XVIII-lea. Biserica este înscrisă pe lista monumentelor istorice din județul Alba[1] elaborată de Ministerul Culturii și Patrimoniului Național din România în anul 2010.

## Imagini

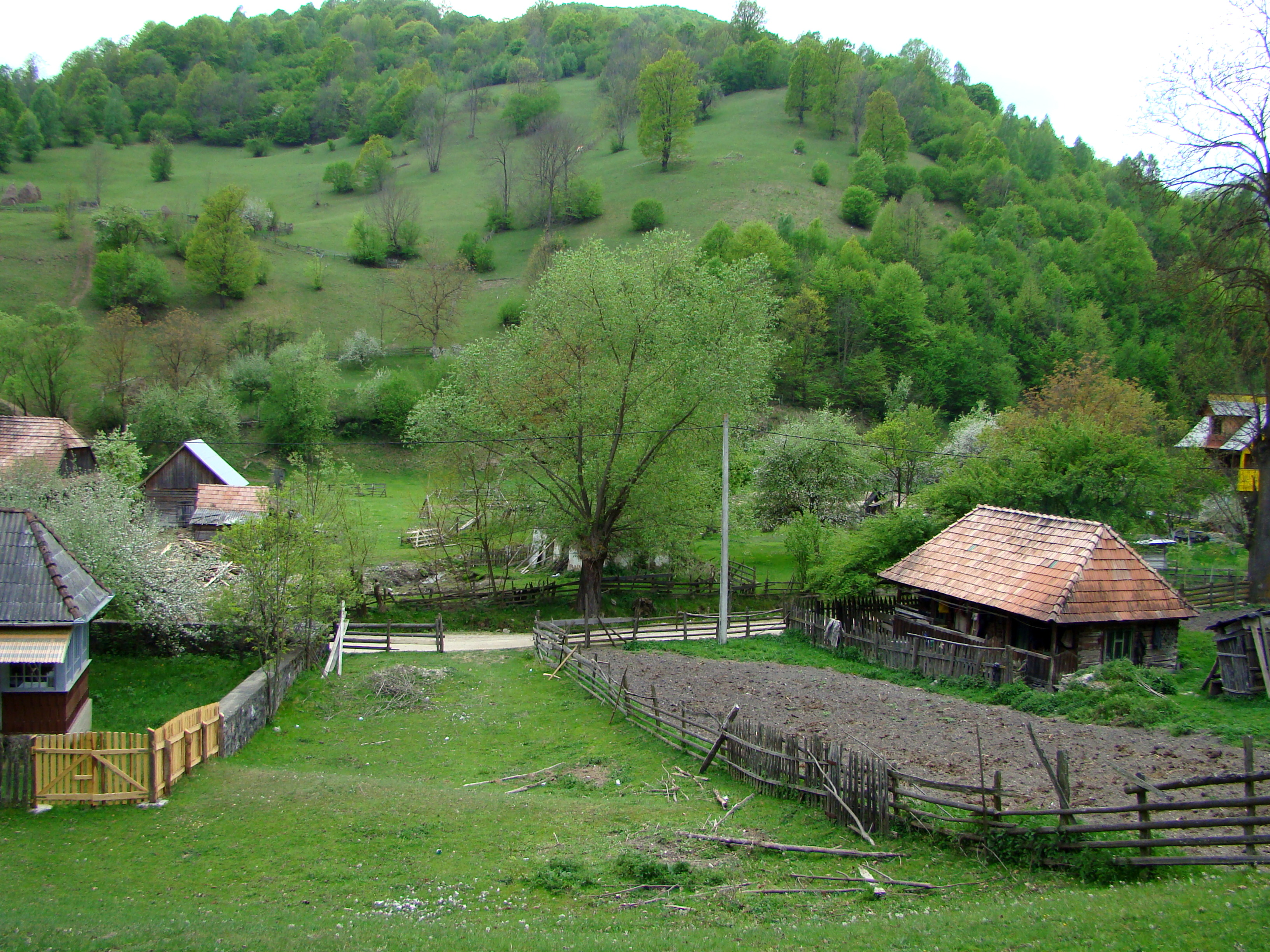
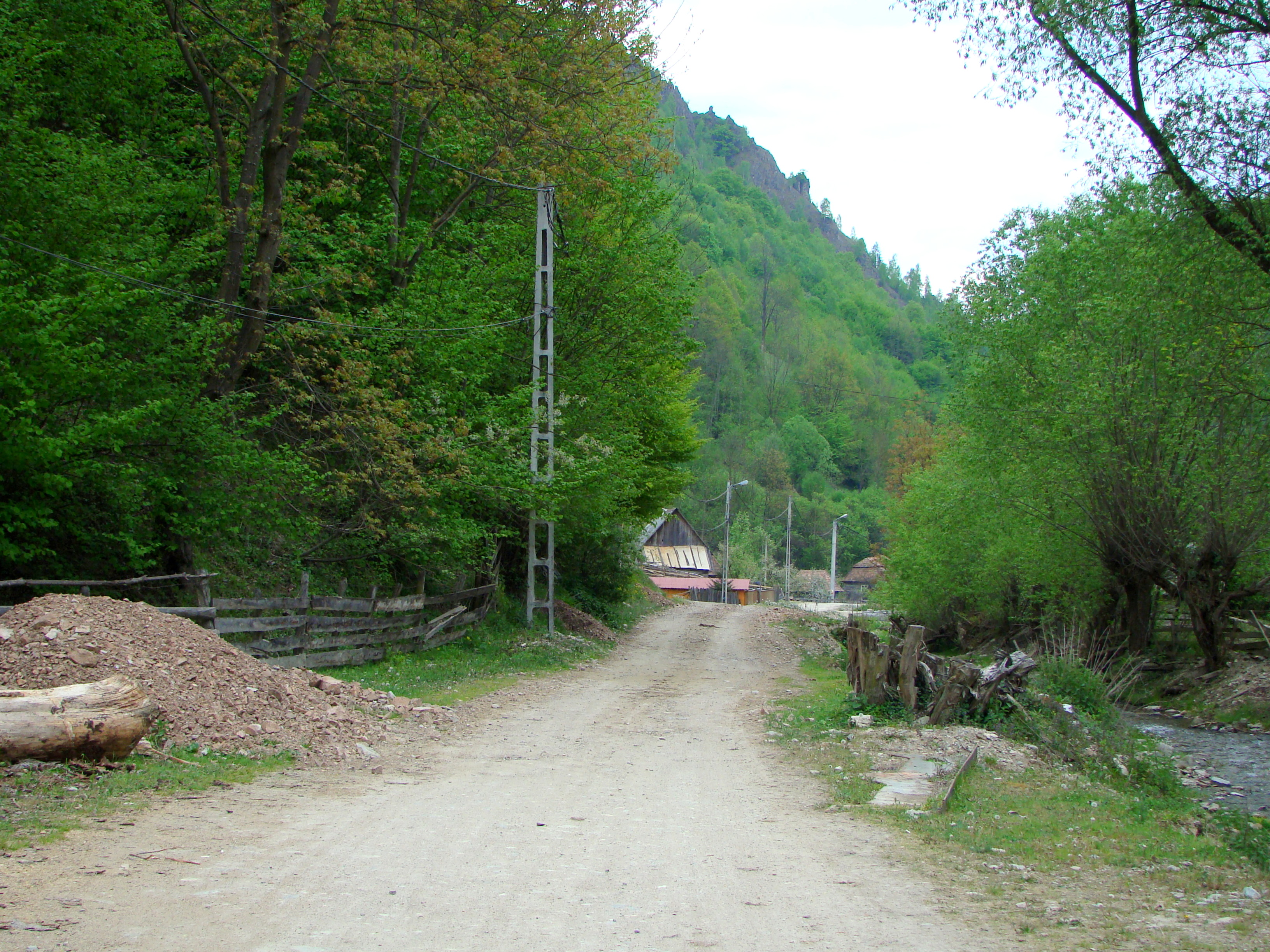
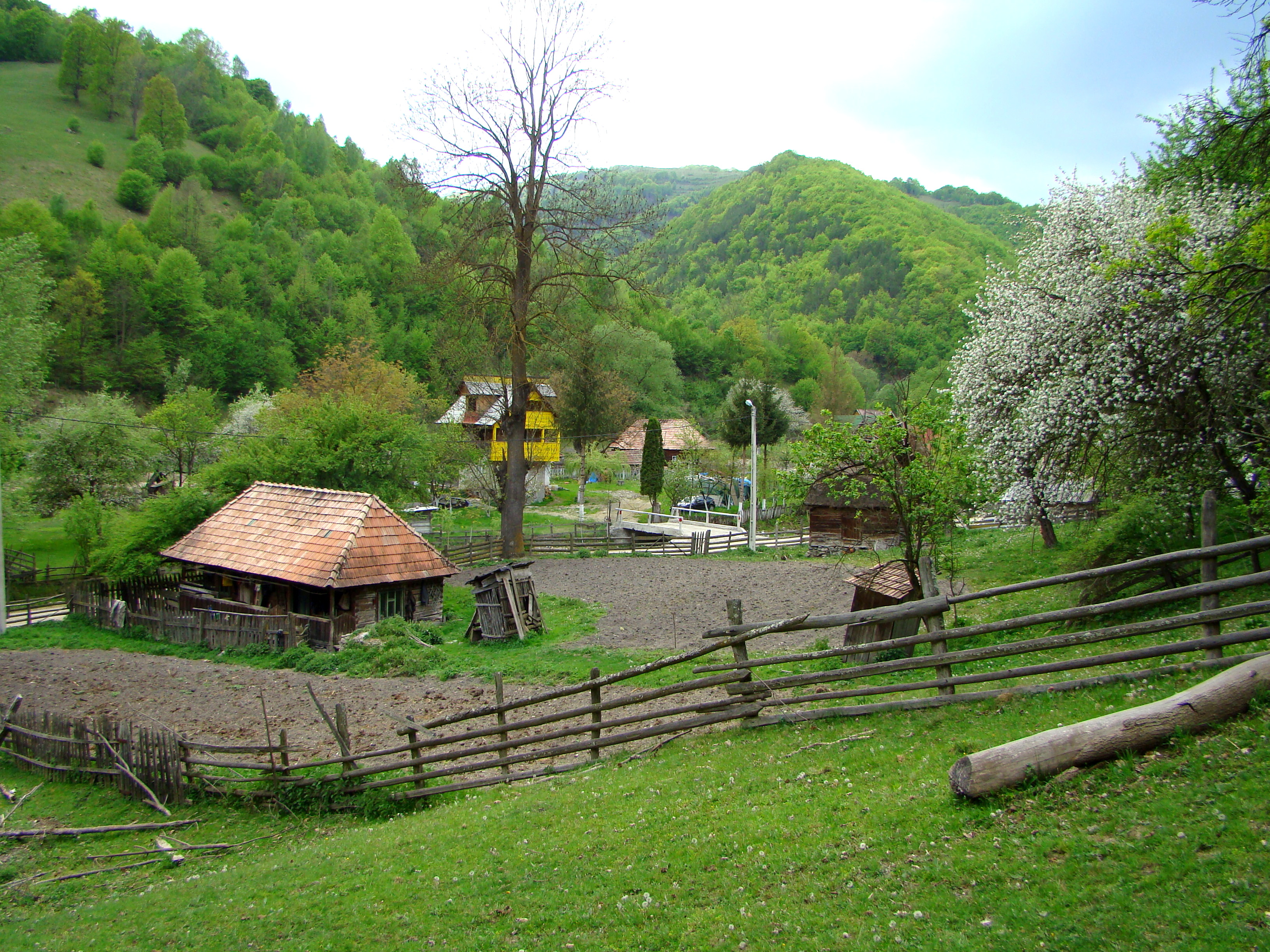

## Obiective turistice
- Cheile Runcului
- Cheile Pociovaliștei